# Великий суходільний краб

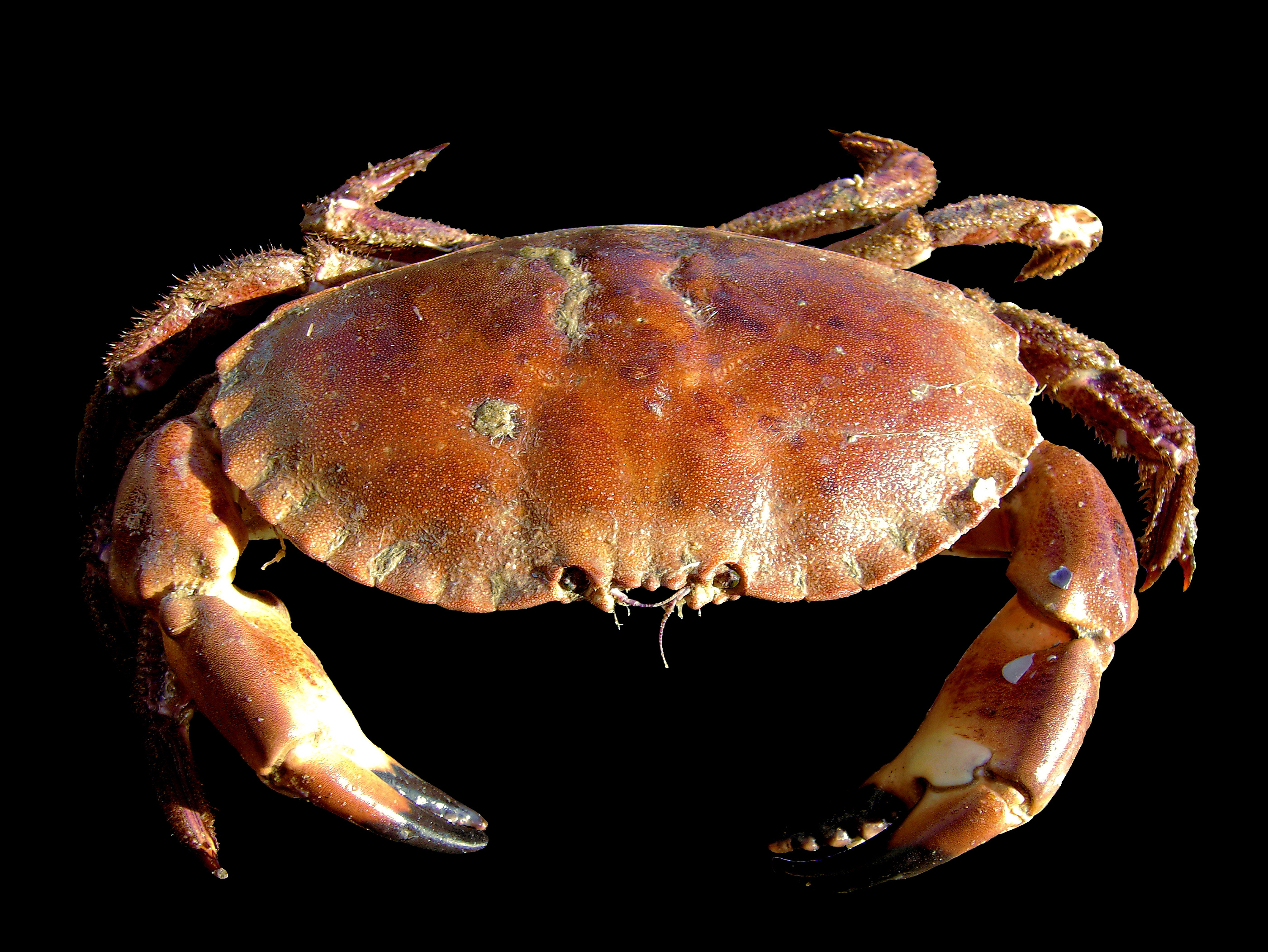

Великий суходільний краб, Краб пукас (лат. Cancer pagurus), також широко відомий як їстівний краб або коричневий краб — один з видів крабів, що мешкають в Північному морі, північній частині Атлантичного океану і, можливо, в Середземному морі. Для цього виду крабів притаманні великі розміри, червонувато-коричневе забарвлення, овальний карапакс, що нагадує закритий пиріг, а також клешні з чорними кінчиками. Доросла особина може мати ширину панцира до 25 см і важити до 3 кг. Великий краб — нічний хижак, що полює на різноманітних молюсків і ракоподібних. Основне місце промислу великого краба в Західній Європі — узбережжя Британських островів, там на рік виловлюється більше 60000 тонн.

## Опис
Панцир дорослих особин великого краба має червонувато-коричневий колір, в той час як у молодих особин він пурпурно-коричневий. За своїм виглядом панцир нагадує закритий пиріг, іноді на ньому з'являються білі плями. Довжина панцира у самців, як правило, близько 60 міліметрів, у самок — 98 мм, хоча довжина панцира окремих особин може досягати до 150 мм.Ширина панцира, як правило, 150 мм, в окремих випадках може бути близько 250 мм.Складка панцира розташована вентрально, утворюючи зяброву порожнину, де знаходяться зябра.
Передняя пара конечностей краба представляет собой мощные клешни, кончики которых окрашены в черный цвет. Остальные конечности покрыты короткими жесткими щетинками и также имеют острые черные кончики.
Спереду у краба присутні вусики і антеннули. Тут же знаходяться орбіти, в яких розташовані очі. Ротовий апарат включає в себе три пари максіллопедов, за якими знаходиться пара щелеп, пара максилл, і, нарешті, нижні щелепи.
Як і у більшості крабів, черевце великого краба розташоване під грудною кліткою; чіткий статевий диморфізм проявляється в тому, що у самців черевце порівняно вужче, ніж у самок.

## Життєвий цикл
Розмноження відбувається в зимовий період; самець підіймається на самку зверху і захищає її, поки вона линяє. Внутрішнє запліднення відбувається до затвердіння нового панцира за допомогою двох черевних придатків (гоноподием). Після спарювання самка відкладає яйця в ямці на морському дні. Самка може носити під черевцем від 250000 до 3000000 запліднених яєць до восьми місяців, поки з них не вилупляться личинки.
Після вилуплення краби проходять кілька стадій розвитку, починаючи з личинкової (1 мм) під назвою зоеа. У молодих крабів добре розвинена черевна порожнина, яка, з часом зменшується в розмірах і розташовується під грудною кліткою. Молоді краби осідають на морському дні у припливно-відпливної зоні, де залишаються до тих пір, поки не досягнуть ширини панцира 60-70 мм, а потім мігрують у більш глибокі води. До досягнення восьмирічного віку ширина панцира у самців збільшується на 10 мм на рік, потім темп зростання сповільнюється до 2 мм на рік. Самки ростуть приблизно в два рази повільніше самців, що, ймовірно, пов'язано з енергетичними потребами для відкладання яєць. Статева зрілість досягається при ширині панцира 12,7 см у самок і 11 см у самців. Тривалість життя великого краба становить, як правило, 25-30 років, хоча окремі особини можуть жити до 100 років.

## Ареал і середовище проживання

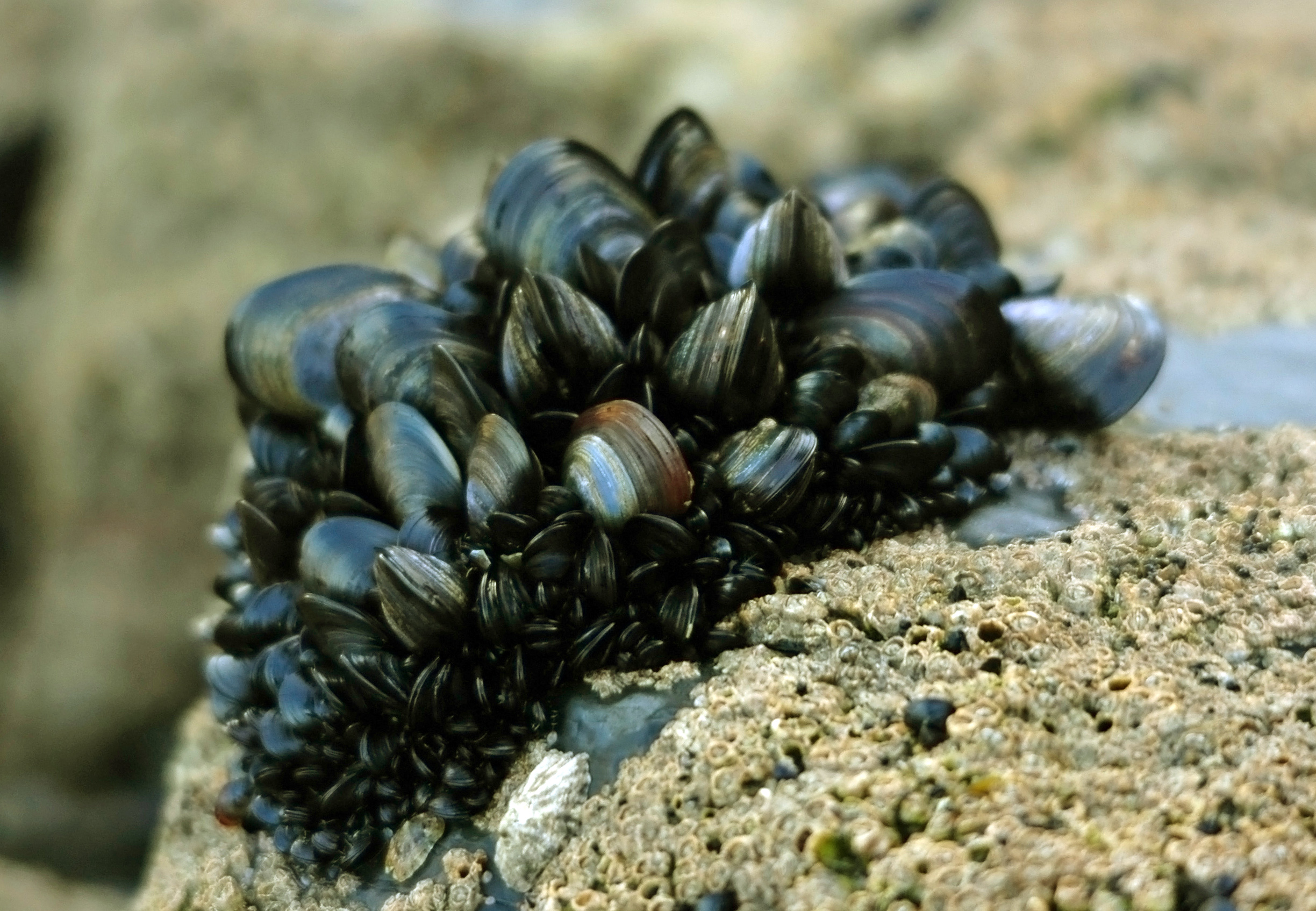
Сині мідії (Mytilus edulis) — улюблена їжа великого краба.

Великий краб удосталь мешкає в піщаному і скелястому ґрунті в припливно-відпливної зоні моря на глибині до 100 метрів по всій північно-східній Атлантиці від Норвегії на півночі до Північної Африки на півдні. Краби часто живуть в тріщинах і отворах в скелях, але іноді зустрічаються і на відкритому ґрунті. Молоді краби можуть мешкати під скелями в прибережній зоні. За непідтвердженими повідомленнями, великий краб також зустрічався в Середземному і Чорному морях.